# Álvaro Jacomossi
Álvaro Jacomossi Jr. (Blumenau, 16 de maio de 1980) é um modelo brasileiro. É ex-marido da também modelo Isabeli Fontana.

## Biografia
Nascido em Blumenau, é filho de Miriam e Álvaro Jacomossi. Com a morte da mãe, ele dividiu as tarefas domésticas com o pai, o empresário de 56 anos, também chamado Álvaro, já que as duas irmãs mais velhas moravam com a avó. Com altura de 1,86 metros, a carreira de modelo de olhos castanhos começou com a ajuda de uma amiga que o levou a uma agência de modelos. 
Iniciou sua carreira, aparecendo na campanha nacional da Levis. Antes da atribuição sequer ter sido concluída, foi chamado para fazer as campanhas internacionais da Bloomingdale's e Perry Ellis.
Fez campanhas para Versace, Roberto Cavalli, D&G , Guess?, Ralph Lauren e Calvin Klein , Prada, L'Oréal. Com muitos outros trabalhos, atingiu o 3º lugar entre os melhores modelos do mundo, segundo o site Models.com. O modelo desfilou em várias versões do São Paulo Fashion Week. Ele também foi destaque na prestigiada revista de moda italiana Vogue - L'Uomo.

## Vida pessoal
O primeiro relacionamento sério de Álvaro foi com a modelo curitibana Isabeli Fontana, com quem foi morar junto em 2000. Eles se conheceram e começaram a namorar ainda adolescentes, no fim da década de 1990. Em 2003 nasceu o único filho do casal, Zion Fontana Jacomossi. Em 2004 os dois se separaram por brigas constantes. Isabeli, que mora em São Paulo, voltou para a casa dos pais com o filho, já que ficou com a guarda do menino. Álvaro ficou morando sozinho e mantendo alguns relacionamentos esporádicos.
Conheceu a modelo holandesa Sharon Van der Knapp, numa campanha da L'Oréal na Argentina. Após alguns meses de namoro, ele a convenceu a ficar de vez no Brasil, e foram viver juntos na casa dele. Em 2005, nasceu sua filha caçula, Liv Knapp Jacomossi. A união conjugal terminou em 2008, por desentendimentos. A guarda da filha do casal ficou com Sharon, que voltou para a Holanda. 
O nome de Liv está tatuado em seu braço e o de Zion adorna suas costas. As outras tatuagens que tem no corpo são de um rosto cercado de chamas, do deus indiano Ganesha e um desenho tribal. O nome de sua mãe, Míriam, que morreu em decorrência de um câncer no cérebro quando Álvaro tinha nove anos, também está gravado na pele.